# Шоссе Подбельского (Пушкин)
Шоссе Подбе́льского — шоссе в городе Пушкине (Пушкинский район Санкт-Петербурга). Проходит от Рубежной дороги до Новодеревенской улицы. Далее продолжается как Удаловская улица.

## История
Шоссе проложено по территории, на которой в начале XX века находился ипподром. Название шоссе Подбельского было присвоено в 1920-х годах в честь революционера В. Н. Подбельского. Это объяснялось тем, что в здании, расположенном на шоссе напротив железнодорожного вокзала станции Царское Село, располагалась радиотелеграфная станция имени Подбельского.
Первоначально шоссе Подбельского проходило от платформы Детскосельская до Новодеревенской улицы. 20 июля 2010 года его продлили на север до Рубежной дороги, но только юридически: проезд там, по данным на июнь 2015 года, не построили.
В 2023-м заключен государственный контракт на строительство первого этапа Южной широтной магистрали (ЮШМ), в рамках которого планируется реконструировать часть шоссе Подбелского от Сетевой улицы до Рубежной дороги, а также продолжить ее до развязки с ЮШМ. Позже стало известно, что новый участок не будет продолжением шоссе Подбельского, а станет новой улицей Академика Костычева в честь ученого-микробиолога и первого директора Института сельскохозяйственной микробиологии Сергея Костычева. Открытие новой дороги и реконструкция старой запланировано к 2027 году.

## Перекрёстки
- Рубежная дорога / Академика Костычева (строится)
- Биологическая улица
- Сетевая улица
- Новодеревенская улица / Удаловская улица